# Equasis
Equasis (Abkürzung für European Quality Shipping Information System) ist eine Plattform, auf der sicherheitsbezogene maritime Daten über Reedereien und Seeschiffe nach Anmeldung kostenlos öffentlich eingesehen und ausgetauscht werden können, um Sicherheit und Qualität in der Seeschifffahrt zu verbessern und Schifffahrt, die nicht den international anerkannten Normen entspricht, zu verringern.

## Geschichte
Auf der Quality Shipping Conference in Lissabon im Juni 1998 beschlossen Teilnehmer wie Schiffseigner, Ladungseigentümer, Versicherer, Broker, Klassifikationsgesellschaften, Schiffsagenturen, Hafen- und Terminalbetreiber, einen besseren Zugang zu Informationen der maritimen Industrie möglich zu machen. Daraufhin entschieden die Europäische Kommission und die Schifffahrtsverwaltung Frankreichs, gemeinsam ein Informationssystem aufzubauen, in dem die Daten verschiedener sicherheitsrelevanter Quellen und Organisationen auf einer Seite gebündelt werden sollten. Die Intransparenz der Daten des 1999 gesunkenen Öltankers Erika zeigte, wie notwendig eine neutrale Informationsseite wie Equasis war.
Die Grundsätze, nach denen das Equasis genannte System aufgebaut wurde, lassen sich wie folgt zusammenfassen:
- Equasis soll ein Werkzeug zur Verringerung von Substandard-Schifffahrt sein und auf sicherheitsbezogene maritime Daten beschränkt sein.
- Equasis ist der Öffentlichkeit gewidmet und verfolgt keine wirtschaftlichen Interessen.
- Equasis soll eine internationale Datenbank für die komplette Seeschiffsflotte sein und mit allen Beteiligten der maritimen Industrie zusammenarbeiten.
- Equasis wird ein Werkzeug zur besseren Auswahl von Schiffen sein, aber nur auf freiwilliger Basis arbeiten, ohne gesetzlichen Druck auf die Schifffahrt auszuüben.

Als gemeinschaftliches Informationssystem für den Schiffsverkehr soll Equasis den neutralen Informationsaustausch und die Transparenz in der Handelsschifffahrt verbessern und Beteiligten bessere Übersicht über die Güte von Schiffen und Organisationen im jeweiligen Arbeitsbereich ermöglichen. Equasis enthält auch Informationen über die Vergangenheit eines Schiffes (Wechsel von Eigner, Manager, Namen usw. sowie Ergebnisse vergangener Hafenstaatkontrollen).
Equasis ging am 17. Mai 2000 online, gewann rasch an Bedeutung und erlangte in den folgenden Jahren weite Unterstützung in der Branche. Die Ernährungs- und Landwirtschaftsorganisation der Vereinten Nationen hielt Equasis 2008 für die vielversprechendste Basis für den Aufbau eines weltweiten Registers aller Fischereifahrzeuge.

## Organisation
Die Unterzeichner des ersten Equasis Memorandum of Understanding im Jahr 2002 neben der Europäischen Kommission und der Schifffahrtsverwaltung Frankreichs waren die Behörden von Singapur, Spanien, des Vereinigten Königreichs und Japans. Die Vereinigten Staaten hatten anfangs einen Beobachterstatus inne, unterzeichneten aber 2011 das Equasis-MoU.
Equasis wird durch einen aus den Mitgliedern bestehenden Überwachungsausschuss geleit, der zweimal im Jahr zusammentritt.
Heutige Mitglieder sind:
- Frankreich (Gründungsmitglied)
- Europäische Kommission (Gründungsmitglied, seit 2003 durch die European Maritime Safety Agency (EMSA) repräsentiert)
- Japan (Mitglied seit 2002)
- Spanien (Mitglied von 2002 bis 2012, Beobachter von 2013 bis 2015, Mitglied seit 2016)
- Vereinigtes Königreich (seit 2002)
- Vereinigte Staaten (Beobachter seit 2002, Mitglied seit 2011)
- Norwegen (seit 2008)
- Kanada (seit 2009)
- Südkorea (seit 2009)
- Brasilien (seit 2013)

Die Internationale Seeschifffahrts-Organisation (IMO) hat ebenfalls Beobachterstatus.
Folgende Staaten waren vorübergehend Mitglied:
- Australien (2005–2009)
- Singapur (2002–2003)

Die Organisationen, die Daten beitragen und die Nutzer werden durch einen Bearbeitervorstand vertreten. Die Stammdaten der Schiffe werden von IHS Markit bezogen. Darüber hinaus werden Daten der folgenden Organisationen verarbeitet:
Klassifikationsgesellschaften
- American Bureau of Shipping (ABS)
- Bureau Veritas (BV)
- China Classification Society (CCS)
- Croatian Register of Shipping (CRS)
- DNV
- Indian Register of Shipping (IRS)
- Korean Register of Shipping (KRS)
- Lloyds Register (LR)
- Nippon Kaiji Kyokai (NKK)
- Polish Register of Shipping (PRS)
- Registro Italiano Navale (RINA)
- Russian Maritime Register of Shipping (RMRS)
- Türk Loydu (TL) seit 2010
- Dromon Bureau of Shipping (DR)
- Overseas Marine Certification Services (OMCS)
- Biro Klasifikasi Indonesia (BKI)
- Phoenix Register of Shipping (PhRS)
- Emirates Classification Society (TASNEEF)

P&I Clubs und Versicherungen
- American Steamship Owners Mutual P&I Association (American Club)
- Assuranceforeningen Gard
- Assuranceforeningen Skuld
- Britannia Steamship Insurance Association
- Japan Shipowners P&I Association
- London Steam-Ship Owners Mutual Insurance Association (The London Club)
- North of England P&I Association
- Steamship Mutual Underwriting Association
- The Shipowners’ Mutual P&I Association
- The Standard P&I Club
- The Swedish Club
- The West of England Shipowners – UK P&I Club
- Hydor AS, seit 2014

Der tägliche Betrieb wird durch eine Verwaltungseinheit geleitet. Diese Aufgabe wird seit 2009 durch die European Maritime Safety Agency (EMSA) in Lissabon ausgeübt. Der technische Betrieb von Equasis wird durch die Schifffahrtsverwaltung des französischen Ministeriums für Transport in Saint-Malo abgewickelt.